# George Martin (ammiraglio)
Sir George Martin (1764 – Londra, 28 luglio 1847) è stato un ammiraglio britannico.
Come ufficiale della Royal Navy partecipò a diverse battaglie navali della Guerra anglo-francese e delle Guerre napoleoniche. Prese parte alle battaglie di Ouessant (1778), di Grenada (1779) e di Martinica (1780).
Nel 1806, al comando della HMS Barfleur, prese parte al blocco del porto di Cadice con la flotta dell'ammiraglio Cuthbert Collingwood. 
Venne congedato dalla Royal Navy nel 1846 con il grado di Ammiraglio della flotta.

## Onorificenze
- – Knight Bachelor
- – Cavaliere commendatore dell'Ordine del Bagno
- – Cavaliere dell'Ordine di San Michele e San Giorgio
- – Cavaliere dell'Insigne e reale ordine di San Gennaro